# Luciano López Ferrer
Luciano López Ferrer (Valencia, 1869-Madrid, 1945) fue un abogado, político y diplomático español. 

## Biografía
Se licenció en derecho por la Universidad de Valencia, y en 1898 ingresó en el cuerpo diplomático. Fue agregado en las embajadas del Reino Unido, Portugal y los Países Bajos, participó en la Conferencia de Algeciras, y hasta 1915 fue cónsul en Tetuán y La Habana. En 1918 fue inducido por Francisco Cambó para promover un partido regionalista en Alicante, pero no tuvo éxito. En las elecciones generales de España de 1919 fue escogido diputado por el distrito de Villena en las listas del sector maurista del Partido Liberal-Conservador, aunque en 1920 se pasó al sector ciervista. En 1921 fue nombrado secretario general del Alto Comisariado Español en Marruecos, y posteriormente asumiría interinamente el puesto de alto comisario hasta la llegada de Luis Silvela. Entre 1923 y 1931 ejerció como cónsul general de España en Gibraltar.
En 1930 promovió la Unión Monárquica Nacional en Alicante, y fue cabeza de los monárquicos de Villena. A pesar de ello, en 1931 —tras la proclamación de la Segunda República— se le nombró alto comisario de España en Marruecos, siendo el primer civil que ocupaba el cargo desde los tiempos de Luis Silvela. Llamó a su lado como ayudante militar al comandante de Infantería Antonio Villalba Rubio. Durante su etapa como alto comisario mantuvo conflictos con un buen número de funcionarios y militares del protectorado de Marruecos. Entre otros, destituyó de su puesto al coronel Osvaldo Capaz. Conocido por sus posturas furibundamente antimasónicas, mantuvo relaciones muy problemáticas con el jefe superior de las fuerzas militares de Marruecos, el general Miguel Cabanellas —al que acabó bautizando como el «rey Baltasar» por su barba—. Según señaló el político socialista Indalecio Prieto, para esta época López Ferrer era partidario del Partido Radical de Alejandro Lerroux. En 1934 fue nombrado embajador en Cuba, cargo que mantuvo hasta 1936.
Cuando estalló la guerra civil española pasó a apoyar a los sublevados, y fue enviado de la Falange Española para hacer propaganda de su causa en Gibraltar y América Central. En calidad de tal visitó la República Dominicana, donde gobernaba el dictador Rafael Leónidas Trujillo. En 1938 fue nombrado cónsul general de la España franquista en Gibraltar, cargo para el que fue seleccionado debido a su experiencia pasada y a que contaba con la confianza y amistad de algunas de las autoridades británicas de la colonia. Después de la guerra abandonó la carrera diplomática y fue profesor de Derecho Internacional en la Escuela Diplomática.